# Strupice (Neder-Silezië)
Strupice (Duits: Straupitz) is een dorp in de Poolse woiwodschap Neder-Silezië. De plaats maakt deel uit van de gemeente Chojnów en telt 175 inwoners.